# Ввод РККА в Алтайский округ
Ввод РККА в Алтайский округ — боевая операция РККА по ликвидации вооружённых отрядов А. С. Бакича, проведённая осенью 1921 года в Алтайском округе Китая. С согласия китайских властей части РККА вступили на территорию Алтайского округа, в кавалерийском сражении под Бурчумом 16 сентября 1921 года разгромили отряды Бакича и вытеснили их в Монголию, где они были окончательно ликвидированы.

## Предыстория
В марте 1920 года отряд под командованием А. С. Бакича пересёк границу с Китаем. По данным Бакича, на берег реки Эмель прибыли 10 638 человек:
- 1814 офицеров и чиновников;
- 8039 солдат;
- 785 членов семей военнослужащих.

Отряд Бакича был размещён в Чугучаке. Численность отряда вскоре сократилась — в июле 1920 года у Бакича остались 6746 человек:
- 1468 офицеров;
- 3557 солдат;
- 721 член семей военнослужащих;
- 1000 гражданских беженцев.

В Чугучаке отряд Бакича пробыл на положении интернированных 14 месяцев. Китайские власти выдавали по полтора фунта муки и одну четверть фунта риса в сутки, также Бакич закупал мясо на захваченное серебро. Бакич установил контакты с генералом Н. С. Анисимовым в Харбине, прося его о помощи для отряда. Так в телеграмме от от 23 мая 1920 года Бакич просил Анисимова помочь отряду деньгами и обмундированием. В телеграмме от 16 августа 1920 года сообщалось, что выдаваемых китайскими властями двух фунтов муки недостаточно.
Численность отряда Бакича из-за проблем со снабжением сократилась, а оставшиеся испытывали проблемы со снабжением. В сентябре 1920 года писал российскому послу в Пекине, что отряд состоял из 1,4 тысяч офицеров, 3,5 тысяч солдат и казаков и 1 тысячи гражданских лиц, причём перед предстоящей зимой отряду грозила гибель от голода и холода, так как средства отряда заканчивались. В связи с этим Бакич просил посла о помощи.
У Бакича сложились тяжёлые отношения с другими атаманами в Синьцзяне — Б.В. Анненковым и А.И. Дутовым. В апреле — мае 1920 года А.С. Бакич конфисковал серебро и реквизировал скот у бывшей Отдельной Семиреченской армии. А. И. Дутов пытался наладить отношения с Бакичем, но получил отказы и в итоге Бакич арестовал сторонника Дутова, которого передал китайским властям. 6 февраля 1921 года А. И. Дутов был убит.
За время пребывания отряда Бакича в Синьцзяне были установлены контакты между советскими и китайскими властями. 2 ноября 1920 года в Москву прибыла китайская военно-дипломатическая миссия во главе с генералом Чжан Сылинем, которого принял В.И. Ленин. Было заключено соглашение о прекращении деятельности российских дипломатических миссий в Китае, не признавших советскую власть.
Были установлены тесные контакты между советскими властями и властями Синьцзяна. В мае 1921 года между советскими властями и властями Синьцзяна был подписан Илийский протокол, что означало установление двусторонних отношений.
Однако в мае 1921 года к Бакичу прибыл отряд Народной армии С. Г. Токарева, состоявший из двух пехотных и двух кавалерийских полков общей численностью до 3 тысяч человек. Этот отряд удвоил численность сил Бакича, который отказался подчиниться властям Синьцзяна и начал против них боевые действия. Было заключено первое советско-китайское соглашение против Бакича.

## Начало ввода РККА в Алтайский округ
В мае 1921 года силы РККА с согласия властей Синьцзяна перешли китайскую границу. Бои начались 17 мая 1921 года.
В начале июня 1921 года власти Синьцзяна приказали губернатору Тарбагатайского округа задержать и разбить А.С. Бакича, не давая ему двинуться на Урумчи. Однако Бакич захватил все оружие китайских войск в Алтайском округе и объявил себя верховным правителем округа, а местный губернатор застрелился.

## Второе советско-китайское соглашение против Бакича
30 августа (12 сентября) 1921 года в Чугучаке особо уполномоченный Реввоенсовета войск Сибири И. М. Погодин и уполномоченный губернатора (дутуна) Синьцзяна Лю Синцзин подписали соглашение, которое предусматривало:
- Советским силам разрешалось «по своему усмотрению» вести наступление из района Зайсана, а китайские войска должны были охранять тыл, не допуская белогвардейцев к Урумчи;
- При советских частях мог быть китайский представитель, а при китайских силах советский представитель;
- Власти Синьцзяна должны были бесплатно предоставить советским силам на 1 месяц со дня перехода границы продовольствие в размере 210 пудов муки и риса, доставив их в Булан-Хотой;
- Советские власти должны были оказывать «в случае надобности» китайским войскам бесплатную поддержку снарядами и патронами;
- Советским войскам запрещалось считать как казённое, так и частное имущество на территории Китая «военной добычей». При этом уничтоженное в боях с Бакичем имущество не рассматривалось как убытки, причинённые советской стороной;
- Отбитое советскими войсками китайское оружие, захваченное Бакичем в Алтайском округе, должно было быть передано китайской стороне;
- Освобождённые от Бакича районы Алтайского округа должны были быть переданы китайским властям;
- После завершения операции против Бакича советские силы должны были покинуть китайскую территорию;
- Соглашение вступило в силу с момента подписания и должно было утратить силу «по окончании ликвидации белых банд в Алтайском округе».

## Второй ввод РККА и разгром Бакича
Утром 19 августа (1 сентября) 1921 года 13-я сибирская кавалерийская дивизия П. П. Собенникова (1350 сабель, 32 пулемёта, 4 орудия) подошла к Бурчуму, где с 10 до 16 часов дала кавалерийское сражение. Отряд Бакича потерпел поражение. Уже 16 (29) сентября 1921 года И. М. Погодин поздравил военного губернатора Синьцзяна с разгромом Бакича.
Остатки отряда Бакича бежали. В ночь на 6 (19) октября 1921 года отряд покинули 306 офицеров и солдат оренбургских казачьих дивизионов. Беглецы отбили попытку конвоя Бакича их вернуть и 25 ноября (8 декабря) 1921 года сдались китайцам. Сам Бакич и его окружение ушли в Монголию, власти которой 3 февраля 1922 года выдали их советскому представителю П. А. Севастьянову.

## Известные участники
- Член-корреспондент АН СССР К.П. Лавровский был военным комиссаром в бою под Бурчумом[9].